# Jo Nesbø
Jo Nesbø (AFI: [ˈju ˈnɛsbø]; Oslo, 29 de março de 1960) é músico e escritor norueguês. Tendo estudado economia e análise financeira, Nesbø trabalhou como corretor de açőes e jornalista. Além disso, foi vocalista e compositor da banda pop Di Derre.

## Adolescência
Nasceu em Oslo, Noruega e cresceu em  Molde. Filho de bibliotecária, Nesbø demonstrou interesse em literatura desde cedo. Apesar disso, seu fraco desempenho escolar fez com que ele decidisse se tornar jogador profissional de futebol pela equipe Tottenham Hotspur FC. Aos 17 anos, ele largou a escola e começou a jogar pelo Molde FC. Problemas de joelho forçaram-no a abandonar a carreira de futebol.
Nesbø cumpriu o serviço militar no norte da Noruega, onde usou todo o tempo livre para recuperar as matérias que havia perdido ao largar escola. Nessa época, ele também tocou em uma banda de garagem chamada I De Tusen Hjem. Após ter escutado um jovem baixista tocar jazz, ele decidiu começar a banda Di Derre. A banda realizou a primeira turnê um ano depois e conseguiu o primeiro contrato de gravação dois anos depois enquanto ainda trabalhava como corretor de bolsa. Nesbø fartou-se do trabalho de corretor de bolsa depois de um ano. Pediu então licença não remunerada por seis meses e viajou para a Austrália. Pouco tempo antes de viajar, uma editora perguntou a Nesbø se ele estava interessado em escrever um livro. Tendo começado a escrever um romance, Flaggermusmannen, durante o voo para a Austrália, Nesbø retornou a Oslo ao fim da licença com o manuscrito na mala.

## Carreira literária
A inspiração em escrever Flaggermusmannen o fez viajar pela Austrália. Nesbø enviou o manuscrito à editora Aschehoug sob o pseudônimo de Kim Erik Lokker evitando assim que sua relativa fama interferisse no processo de avaliação da obra. Tendo a editora aceitado publicar a obra, a primeira edição chegou às livrarias no outono de 1997. O livro foi um sucesso e ganhou prêmios como Rivertonprisen (melhor romance policial da Noruega) e Glassnøkkelen (melhor romance policial da Escandinávia).
Sua obra intitulada Rødstrupe ganhou o prêmio Bokhandlerprisen em 2000. A tradução anglo-saxônica de Rødstrupe recebeu indicação ao prêmio britânico The International Dagger da Crime Writers' Association de melhor romance policial traduzido para inglês em 2006.
O sétimo romance policial de Nesbø, Snømannen, vendeu 160 000 exemplares ao longo da primeira semana após lançamento, o romance policial norueguês mais vendido até então. Ele também escreveu uma série de livros infantis sob o título Doktor Proktors prompepulver. Até 12 de setembro de 2008, Nesbø alcançou a marca de meio milhão de livros vendidos na Noruega e seus livros traduzidos para quase quarenta línguas. 
Em 2009, Nesbø foi agraciado pelo prêmio de reconhecimento pelo público da revista Dagbladet ao ter três de seus livros no topo da lista de livros mais vendidos na Noruega.

## Cinema
- The Snowman (2017) (Brasil: Boneco de Neve / Portugal: O Boneco de Neve) baseado no livro Snømannen (2007) com direção de Tomas Alfredson e estrelando Michael Fassbender, Rebecca Ferguson, e Charlotte Gainsbourg.[5]

- The Hanging Sun (2022) (wikipedia em inglês) baseado no livro Mere Blod (2015) dirigido por Francesco Carrozzini, estrelando Alessandro Borghi, Jessica Brown Findlay, Sam Spruell, Peter Mullan e Charles Dance.[6]

Jo Nesbø manifestou que não deseja ter a série Harry Hole adaptada para o cinema antes que a mesma esteja encerrada, mas ele comunicou à imprensa que a gravação de Snømannen estava sendo realizada. 
Além disso, em 2010, Nesbø aprovou a adaptação para o cinema de seu romance policial Hodejegerne, com Aksel Hennie no papel principal. Os direitos autorais do livro, juntamente com a renda, foi doado à Fundação Harry Hole, que ajuda crianças a aprender a ler e escrever em países em desenvolvimento. O filme estreou em agosto de 2011 na Noruega.

## Discografia

### Álbum a solo
- Karusellmusikk – (2001)

### Álbuns com Di Derre
- Den Derre med Di Derre – (1993)
- Jenter & sånn – (1994)
- Gym – (1996)
- Slå meg på! – (1998)
- Di beste med Di Derre – (2006)

## Obras

### Série Harry Hole
Romances policiais protagonizados por Harry Hole:
| Ano  | Título original  | Título no Brasil   | Título em Portugal          |
| ---- | ---------------- | ------------------ | --------------------------- |
| 1997 | Flaggermusmannen | O Morcego          | O Morcego                   |
| 1998 | Kakerlakkene     | Baratas            | Baratas                     |
| 2000 | Rødstrupe        | Garganta Vermelha  | O Pássaro de Peito Vermelho |
| 2000 | Sorgenfri        | A Casa da Dor      | Vingança a Sangue-Frio      |
| 2003 | Marekors         | A Estrela do Diabo | A Estrela do Diabo          |
| 2005 | Frelseren        | O Redentor         | O Redentor                  |
| 2007 | Snømannen        | Boneco de Neve     | O Boneco de Neve            |
| 2009 | Panserhjerte     | O Leopardo         | O Leopardo                  |
| 2011 | Gjenferd         | O Fantasma         | O Fantasma                  |
| 2013 | Politi           | Polícia            | Polícia                     |
| 2017 | Tørst            | A Sede             | A Sede                      |
| 2019 | Kniv             | Faca               | A Faca                      |
| 2022 | Blodmåne         | Lua de Sangue      | Lua de Sangue               |

### Série Doktor Proktor
Livros infantis:
| Ano  | Título original                              | Título no Brasil                          | Título em Portugal                                              |
| ---- | -------------------------------------------- | ----------------------------------------- | --------------------------------------------------------------- |
| 2007 | Doktor Proktors prompepulver                 | Doutor Proktor: O Pó de Soltar Pum        | O Pó de Puns do Doutor Proctor                                  |
| 2008 | Doktor Proktors prompepulver: tidsbadekaret  | Doutor Proktor: A Banheira do Tempo       | O Pó de Puns do Doutor Proctor: A Banheira das Viagens no Tempo |
| 2010 | Doktor Proktor og verdens undergang. Kanskje | Doutor Proktor: O Fim Do Mundo. Talvez    |                                                                 |
| 2012 | Doktor Proktor og det store Gullrøveriet     | Doutor Proktor: O Grande Roubo do Tesouro |                                                                 |
| 2017 | Kan Doktor Proktor redde jula?               |                                           |                                                                 |

### Série Olav Johansen
Romances policiais protagonizados por Olav Johansen:
| Ano  | Título original | Título no Brasil    | Título em Portugal  |
| ---- | --------------- | ------------------- | ------------------- |
| 2015 | Blod på snø     | Sangue na Neve      | Sangue na Neve      |
| 2015 | Mere blod       | O Sol da Meia-Noite | O Sol da Meia-Noite |

### Outros
| Ano  | Título original                        | Título no Brasil | Título em Portugal   | Notas                                |
| ---- | -------------------------------------- | ---------------- | -------------------- | ------------------------------------ |
| 1999 | Stemmer fra Balkan / Atten dager i mai |                  |                      | Documentário (junto com Espen Søbye) |
| 2001 | Karusellmusikk                         |                  |                      | Contos                               |
| 2007 | Det hvite hotellet                     |                  |                      | Romance                              |
| 2008 | Hodejegerne                            | Headhunters      | Caçadores de Cabeças | Romance policial                     |
| 2014 | Sønnen                                 | O Filho          | O Filho              | Romance policial                     |
| 2018 | Macbeth                                | Macbeth          | Macbeth              | Romance policial                     |
| 2020 | Kongeriket                             | O Reino          | O Reino              | Romance policial                     |
| 2021 | Sjalusimannen og andre fortellinger    | O Homem Ciumento | O Homem do Ciúme     | Romance policial                     |
| 2021 | Rotteøya og andre fortellinger         |                  |                      |                                      |
| 2023 | Natthuset                              |                  |                      |                                      |

## Prêmios
- Rivertonprisen 1997, por Flaggermusmannen
- Glassnøkkelen 1998, por Flaggermusmannen
- Bokhandlerprisen 2000, por Rødstrupe
- Mads Wiel Nygaards legat 2002
- O melhor romance policial da Noruega de todos os tempos, oferecido pela rádio Nitimen em 2004, por Rødstrupe
- Bokhandlerprisen 2007, por Snømannen
- Den norske leserprisen 2007, por Snømannen
- Den norske leserprisen 2008, por Hodejegerne
- Palle Rosenkrantz-prisen 2009, por Panserhjerte